# ВМС (футбольний клуб, Москва)
Футбольний клуб «ВМС» (рос. Футбольный клуб «ВМС» Москва) — колишній радянський футбольний клуб з Москви, що існував у 1946—1953 роках.

## Історія
Створений у 1946 році. Представляв Військово-морський флот СРСР. Розформований у кінці травня 1953 року наказом міністра оборони СРСР Миколи Булганіна.
У 1952 році виступав у Класі А Чемпіонату СРСР.

## Досягнення
- Перша ліга СРСР
  - Чемпіон: 1950.